# Ель Греко (фільм)
«Ель Ґреко» — фільм 2007 року.

## Зміст
Фільм про події, що визначили життя великого іспанського художника, уродженця острова Крит, грека за народженням, Доменікоса Теотокопулоса, на прізвисько «Ґрек». Коли він переїхав до Італії, то пішов на навчання до майстерні Тіціана. Та вже тоді у молодого майстра складався свій власний неповторний стиль письма, бачення живопису і свого місця в мистецтві. Коли він дивився на роботи Мікеланджело, то міг дозволити собі сказати: «Напевне, це був хороший чоловік, але малювати не вмів». Після переїзду в Толедо Ель Ґреко став служити іспанському королю Філіпу II, де і творив до кінця життя. Там його назвали Художником Бога.